# Keith McCreary
Keith McCreary (né le 19 juin 1940 à Sundridge en Ontario au Canada - mort le 9 décembre 2003) est un joueur professionnel Canadien de hockey sur glace de la Ligue nationale de hockey.

## Histoire
Keith McCreary a commencé sa carrière par de nombreuses années au sein des ligues mineures avant de passer le cap et de voir son talent reconnu.
Sa première saison date de 1956-57 où il évolue dans la ligue de hockey de l'Ontario (Ligue de hockey de l'Ontario - auparavant OHA) au sein des Petes de Peterborough mais au bout d'une saison, il retourne jouer dans le club de sa ville natale en junior. Il devient professionnel en 1960 au sein de l'équipe des Canadiens de Hull-Ottawa.
Il appartient alors aux Canadiens de Montréal et au cours des 7 prochaines années, passe son temps à faire des aller-retour entre ligues majeure et mineures.
Il passe alors par les équipes suivantes :
- Canadiens de Montréal,
- Hershey Bears,
- Barons de Cleveland.

Grâce à l'expansion de la ligue, il se voit offrir une chance pour évoluer au sein de la première équipe de la toute nouvelle franchise des Penguins de Pittsburgh chez qu'il reste pendant cinq saisons. Il en devient très rapidement le leader naturel. Pendant les cinq saisons sous les couleurs des Penguins, il devient un des meilleurs ailier défensif de la ligue.
En 1972, la ligue introduit deux nouvelles franchises les Flames d'Atlanta et les Islanders de New York. Il rejoint les Flames et très vite il devient le leader de l'équipe.
Il reste trois saisons dans la franchise avant de partir jouer en dans l'Association mondiale de hockey au sein des Cowboys de Calgary. Juste avant le début de la saison, il se rend compte que l'organisation de la franchise n'est pas au mieux et plutôt que tenter de jouer dans des mauvaises conditions, il préfère prendre sa retraite.
Il meurt d'un cancer le 9 décembre 2003 à l'âge de 63 ans.

## Parenté dans le sport
Il est le frère de Bill McCreary Senior. Il est l'oncle de Bill McCreary junior et de Bob Attwell. Il est le beau-frère de Ron Attwell.

## Statistiques
Pour les significations des abréviations, voir Statistiques du hockey sur glace.
| Saison     | Équipe                   | Ligue       |     | Saison régulière | Saison régulière | Saison régulière | Saison régulière | Saison régulière |   | Séries éliminatoires | Séries éliminatoires | Séries éliminatoires | Séries éliminatoires | Séries éliminatoires |
| Saison     | Équipe                   | Ligue       | PJ  | B                | A                | Pts              | Pun              | PJ               | B | A                    | Pts                  | Pun                  |                      |                      |
| 1956-1957  | Petes de Peterborough    | OHA-Jr.     | 22  | 0                | 1                | 1                | 0                |                  |   |                      |                      |                      |                      |                      |
| 1957-1958  | Beavers de Sundridge     | OHA-B       |     |                  |                  |                  |                  |                  |   |                      |                      |                      |                      |                      |
| 1958-1959  | Canadiens de Hull-Ottawa | EOHL        | 3   | 1                | 0                | 1                | 0                | -                | - | -                    | -                    | -                    |                      |                      |
| 1958-1959  | Canadiens de Hull-Ottawa | C. Memorial | 7   | 1                | 4                | 5                | 2                | -                | - | -                    | -                    | -                    |                      |                      |
| 1959-1960  | Canadiens de Hull-Ottawa | EPHL        | 5   | 0                | 0                | 0                | 0                | -                | - | -                    | -                    | -                    |                      |                      |
| 1959-1960  | Brockville Jr. Canadiens | M-Cup       | 13  | 5                | 9                | 14               | 23               | -                | - | -                    | -                    | -                    |                      |                      |
| 1960-1961  | Canadiens de Hull-Ottawa | EPHL        | 61  | 19               | 21               | 40               | 35               | 14               | 4 | 2                    | 6                    | 15                   |                      |                      |
| 1961-1962  | Canadiens de Hull-Ottawa | EPHL        | 64  | 30               | 36               | 66               | 48               | 12               | 5 | 8                    | 13                   | 2                    |                      |                      |
| 1961-1962  | Canadiens de Montréal    | LNH         | -   | -                | -                | -                | -                | 1                | 0 | 0                    | 0                    | 0                    |                      |                      |
| 1962-1963  | Canadiens de Hull-Ottawa | EPHL        | 69  | 27               | 34               | 61               | 44               | 3                | 1 | 1                    | 2                    | 0                    |                      |                      |
| 1963-1964  | Bears de Hershey         | LAH         | 66  | 25               | 19               | 44               | 21               | 6                | 2 | 4                    | 6                    | 2                    |                      |                      |
| 1964-1965  | Canadiens de Montréal    | LNH         | 9   | 0                | 3                | 3                | 4                | -                | - | -                    | -                    | -                    |                      |                      |
| 1964-1965  | Bears de Hershey         | LAH         | 46  | 16               | 18               | 34               | 36               | 14               | 0 | 7                    | 7                    | 24                   |                      |                      |
| 1965-1966  | Barons de Cleveland      | LAH         | 66  | 18               | 24               | 42               | 42               | 2                | 5 | 4                    | 9                    | 8                    |                      |                      |
| 1966-1967  | Barons de Cleveland      | LAH         | 70  | 28               | 29               | 57               | 50               | 5                | 1 | 2                    | 3                    | 0                    |                      |                      |
| 1967-1968  | Penguins de Pittsburgh   | LNH         | 70  | 14               | 12               | 26               | 44               | -                | - | -                    | -                    | -                    |                      |                      |
| 1968-1969  | Penguins de Pittsburgh   | LNH         | 70  | 25               | 23               | 48               | 42               | -                | - | -                    | -                    | -                    |                      |                      |
| 1969-1970  | Penguins de Pittsburgh   | LNH         | 60  | 18               | 8                | 26               | 67               | 10               | 0 | 4                    | 4                    | 4                    |                      |                      |
| 1970-1971  | Penguins de Pittsburgh   | LNH         | 59  | 21               | 12               | 33               | 24               | -                | - | -                    | -                    | -                    |                      |                      |
| 1971-1972  | Penguins de Pittsburgh   | LNH         | 33  | 4                | 4                | 8                | 22               | 1                | 0 | 0                    | 0                    | 2                    |                      |                      |
| 1972-1973  | Flames d'Atlanta         | LNH         | 77  | 20               | 21               | 41               | 21               | -                | - | -                    | -                    | -                    |                      |                      |
| 1973-1974  | Flames d'Atlanta         | LNH         | 76  | 18               | 19               | 37               | 62               | 4                | 0 | 0                    | 0                    | 0                    |                      |                      |
| 1974-1975  | Flames d'Atlanta         | LNH         | 78  | 11               | 10               | 21               | 8                | -                | - | -                    | -                    | -                    |                      |                      |
| Totaux LNH | Totaux LNH               | Totaux LNH  | 532 | 131              | 112              | 243              | 294              | 16               | 0 | 4                    | 4                    | 6                    |                      |                      |